# Elezioni presidenziali in Irlanda del 2011
Le elezioni presidenziali irlandesi del 2011 si sono tenute il 27 ottobre. Esse hanno visto la vittoria di Michael D. Higgins, che è divenuto Presidente dell'Irlanda.

## Risultati
| Candidati             | Partiti           | Voti      | %     |
| --------------------- | ----------------- | --------- | ----- |
| Michael D Higgins     | Partito Laburista | 701 101   | 39,57 |
| Seán Gallagher        | Fianna Fáil       | 504 964   | 28,50 |
| Martin McGuinness     | Sinn Féin         | 243 030   | 13,72 |
| Gay Mitchell          | Fine Gael         | 113 321   | 6,40  |
| David Norris          | Indipendente      | 109 469   | 6,18  |
| Mary Davis            | Indipendente      | 48 657    | 2,75  |
| Dana Rosemary Scallon | Indipendente      | 51 220    | 2,89  |
| Totale                | Totale            | 1 771 762 | 100   |